# نوردون (نبراسکا)
نوردون (به انگلیسی: Norden) یک منطقهٔ مسکونی در ایالات متحده آمریکا است که در نبراسکا واقع شده‌است. نوردون ۷۷۹٫۹۹ متر بالاتر از سطح دریا واقع شده‌است.